# Урдинаран, Антонио
Анто́нио Урдинара́н, по прозвищу «Баск» (исп. Antonio Urdinarán; 30 октября 1898, Монтевидео — 8 июня 1961, Монтевидео) — уругвайский футболист, защитник. Олимпийский чемпион 1924 года (на турнире не играл), 3-кратный чемпион Южной Америки. Старший брат Сантоса Урдинарана, двукратного Олимпийского чемпиона и чемпиона мира 1930 года.

## Биография
Антонио Урдинаран начал играть на высоком уровне в футбол в клубе «Дефенсор» (в настоящее время — «Дефенсор Спортинг»). В 1916 году Антонио вместе со сборной Уругвая поехал на первый в истории чемпионат Южной Америки по футболу. Он был резервным игроком, но на третий матч вышел в стартовом составе. Однако решающий матч Аргентина — Уругвай, начавшийся 17 июля в Буэнос-Айресе на стадионе «Химнасия и Эсгрима», был прерван уже на пятой минуте и на следующий день в Авельянеде на стадион «Расинга» Урдинаран на поле в доигровке не появился.
Полноценный дебют в рамках континентального первенства состоялся через год. Антонио сыграл один матч против сборной Чили в стартовой игре домашнего чемпионата Южной Америки. Следующие два матча Урдинаран не играл, но стал уже двукратным чемпионом континента. На тот момент «Баск» уже представлял «Насьональ», с которым впоследствии выиграл 6 чемпионатов Уругвая.
Наконец, в 1920 году Антонио Урдинаран поехал на чемпионат Южной Америки в Чили уже в статусе основного игрока сборной. Он провёл на турнире все три матча. Во второй игре против Бразилии Урдинаран с пенальти на 26 минуте забил второй гол сборной Уругвая, однако во второй половине встречи был вынужден покинуть поле из-за травмы. Но даже вдесятером «Селесте» сумела довести матч до победы с убедительным счётом 6:0. Третий матч уругвайцы провели против чилийцев спустя 16 дней и поэтому Урдинаран успел оправиться от травмы и помочь своей команде в тяжёлой борьбе одолеть хозяев первенства 2:1 и, тем самым, опередить Аргентину и выиграть третий чемпионат континента из 4 проведённых розыгрышей.
В 1922 году Антонио Урдинаран также был основным защитником уругвайцев на турнире в Бразилии. Это был один из самых скандальных чемпионатов в истории Кубка Америки с точки зрения судейства. Сборная Уругвая уступила в последнем матче Парагваю со счётом 0:1, и в знак протеста против несправедливого судейства бразильского арбитра Педро Сантоса покинула турнир не дожидаясь результатов других матчей, хотя в итоге могла бы претендовать на «золотой матч» против Бразилии.
17 декабря 1922 года Антонио Урдинаран провёл свой последний матч за сборную Уругвая против Аргентины.
В 1924 году Антонио Урдинаран решил завязать с футболом и переехал на родину предков в Испанию. В том же году сборная Уругвая поехала в Париж, чтобы принять участие в Олимпийских играх. Зная о том, что в Мадриде живёт Антонио Урдинаран и имея в наличии две свободные вакансии в заявке на турнир, Эрнесто Фиголи включил в неё архитектора и бывшего футболиста Леонидаса Чьяппару, проживавшего в Париже (и помогавшего уругвайской делегации), а также Антонио Урдинарана, с которым поддерживали постоянную телеграфную связь и который мог приехать в столицу Олимпийских игр при первой необходимости. Однако его помощь не потребовалась, и Антонио стал Олимпийским чемпионом 1924 года, пребывая всё время в Мадриде. Это был формально единственный турнир, в котором оба брата Урдинарана одновременно присутствовали в заявке сборной Уругвая. Сантос же стал чемпионом в качестве игрока основы.
В 1927 году Антонио Урдинаран откликнулся на просьбу «Насьоналя» и принял участие в турне уругвайского клуба по странам Северной и Центральной Америки. Антонио Урдинаран умер 8 июня 1961 года в возрасте 62 лет.

## Титулы и достижения
- Чемпион Уругвая (6): 1917, 1919, 1920, 1922, 1923, 1924
- Чемпион Южной Америки (3): 1916, 1917, 1920
- Олимпийский чемпион: 1924